# Maróthy-kastélykúria
A Maróthy-kastélykúria a Vas vármegyei Zsédenyben található. A Káldy-Maróthy család 1890-ben romantikus-eklektikus stílusban épített nyárilakkúriája. 
Építtetője feltehetőleg Maróthy László volt, aki 1827-ben született, bár a kúria 1890-ben épült, és ekkor már Maróthy Győző volt a kúria tulajdonosa. A kúriát és a hozzá tartozó épületeket 1945-ig a Maróthy család birtokolta, majd azt követően állami tulajdonba került. 1990 után a budapesti illetőségű Fiedler család megvásárolta az erősen lepusztult épületet, és egy év alatt újjáépíttette. 25 év után végül 2015-ben eladták és végleg bezárt.  
A kúria alaprajza kereszttengelyes, tetőzete kontyolt nyeregtető. A szobák mennyezete és a nagyobb felületű falak stukkódíszítésűek. Az épület egyik érdekessége az alsó társalgó egyik falába beépített monogramostégla-gyűjtemény. A kúria főbejárata előtti kocsibehajtót elöl négy, hátul két fejezetes négyzetkeresztmetszetű oszlop tartja. A főbejárat mellett balról és jobbról a Maróthy család és Ajtay család címerei láthatók a falba építve. A pincelejáró bejárati ajtaja rizalitszerű lépcsős pártázattal. Nyílászárói keresztezettek, ablakait diszkrét könyöklővel és törtíves vagy derékszögben megtört szemöldökkel díszítették. 
A kúriához egy kéthektáros arborétumos, gondozott őspark tartozik.